# مكتبة هادريان
مكتبة هادريان أنشئت بواسطة الإمبراطور الروماني هادريان (سميت بأسمه) في 132م في الجانب الشمالي من أكروبوليس أثينا.

المبني بُني بنسق معمار المنتدي الروماني، بحيث أن لديه مدخل وحيد مع البروبيلايا المبنية بالنظام الكورنثي، . كانت المكتبة على الجانب الشرقي حيث تم الاحتفاظ بلفائف «ورق» البردي. واستخدمت القاعات المجاورة كغرف للقراءة، وكانت الزوايا بمثابة قاعات المحاضرات.

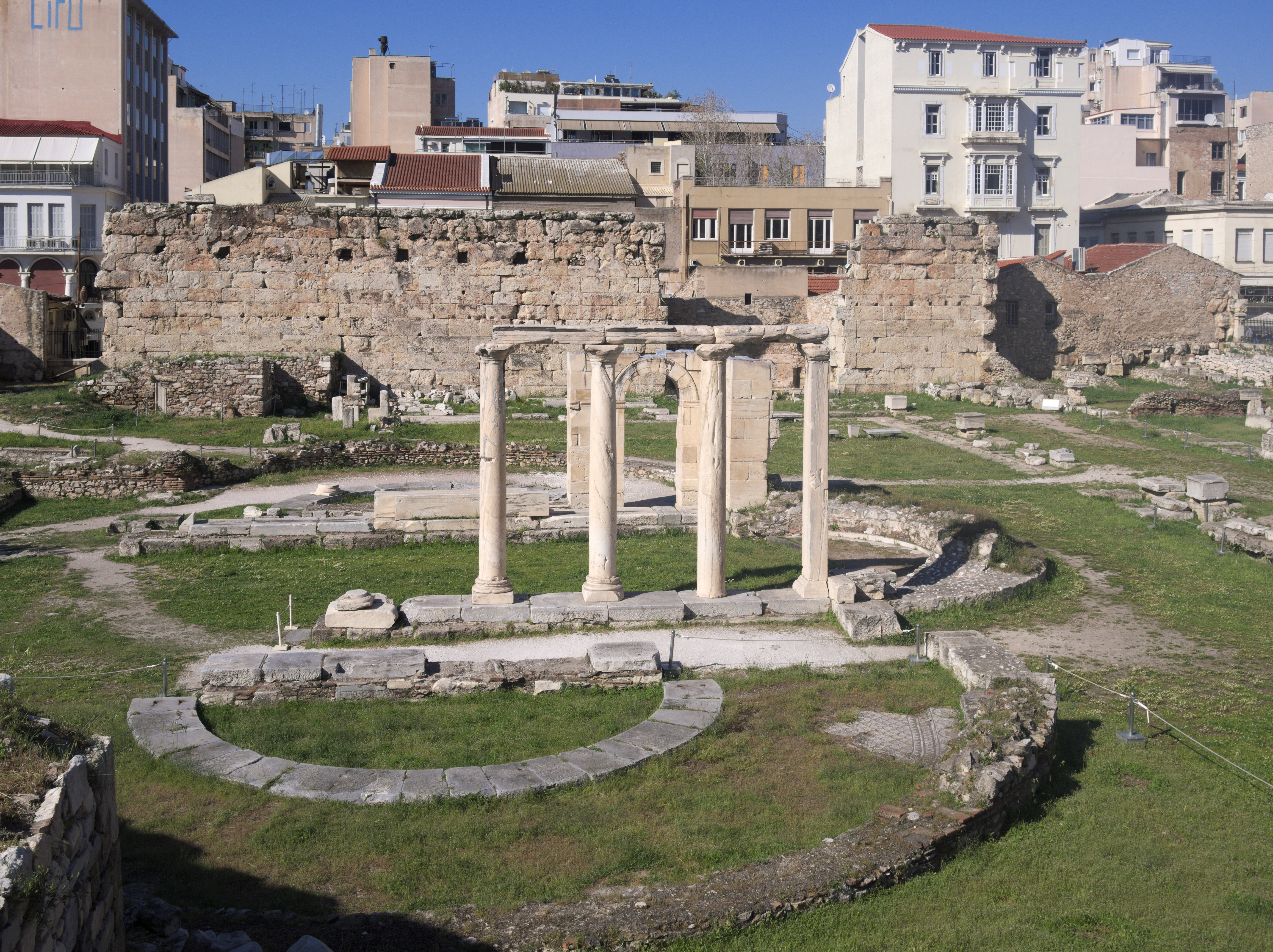
View from south. Here is visible the تتراکونش, built in the court of the library
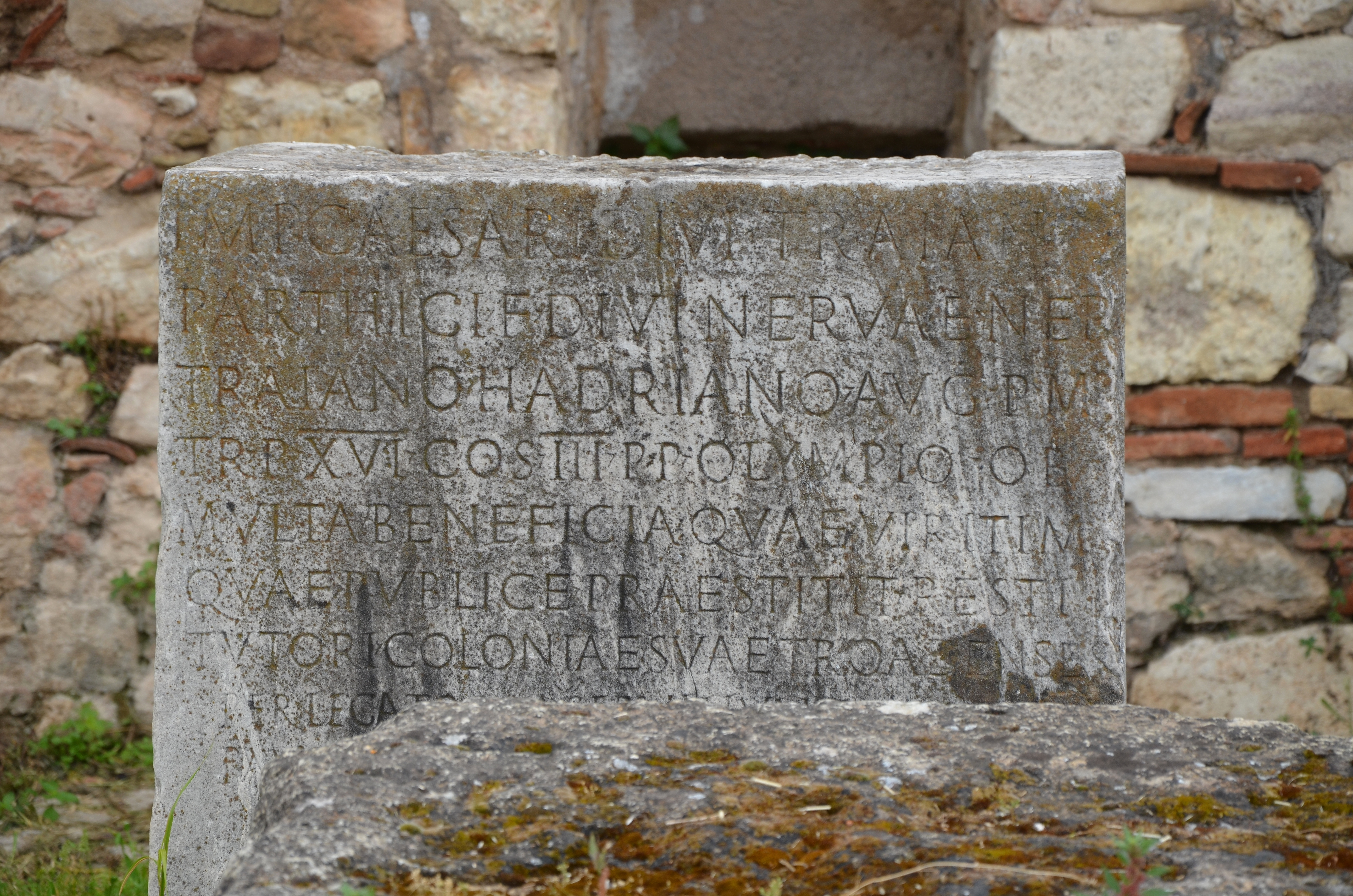
Stone inscription inside the Library of Hadrian honouring هادريان
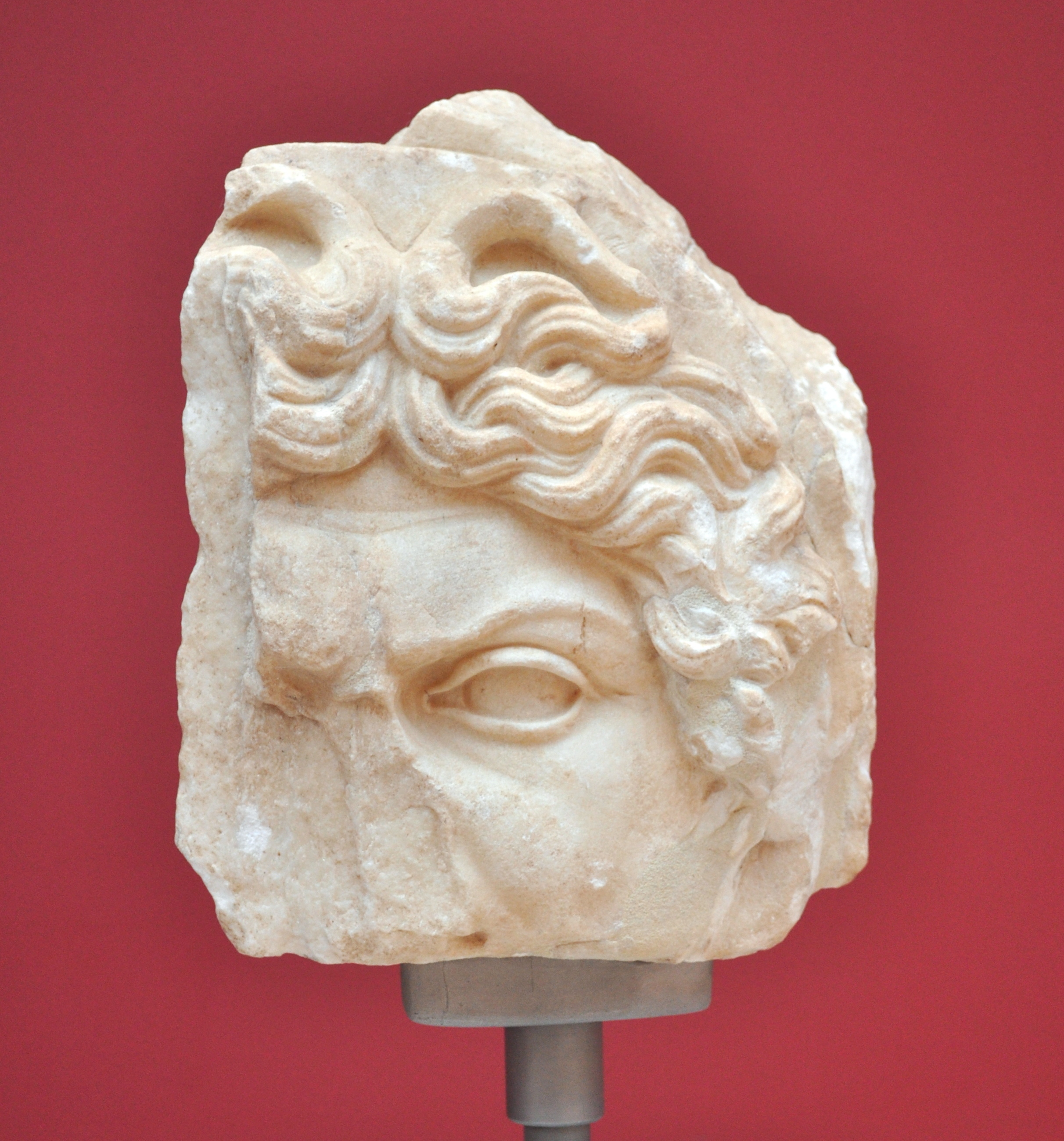
Relief fragment of a غورغونيون. Museum at Hadrian's Library. 2nd century AD